# Stefano Attruia
Stefano Attruia (nacido el 4 de junio de 1969 (55 años) en Trieste, Italia)  es un exjugador italiano de baloncesto. Con 1.78 de estatura, jugaba en la posición de base.

## Equipos
- 1986-1989  Viola Reggio Calabria
- 1989-1990  Pallacanestro Pavia
- 1990-1992  Virtus Roma
- 1992-1994  Libertas Livorno
- 1994-1996  Libertas Forli
- 1996-1997  AEK Atenas
- 1997-1998  Fortitudo Bologna
- 1998-2000  Victoria Libertas Pesaro
- 2000-2001  Olimpia Milano
- 2000-2002  Roseto Basket
- 2001-2002  Real Madrid
- 2002-2003  Virtus Bologna
- 2004-2005  Pallacanestro Reggiana
- 2005-2006  Pallacanestro Firenze